# Белый ад Пиц Палю (фильм)
«Белый ад Пиц Палю» (нем. Die weiße Hölle vom Piz Palü) — немецкий немой фильм 1929 года, снятый режиссёрами Арнольдом Фанком и Г. В. Пабстом в жанре горной драмы; главные роли исполнили Лени Рифеншталь, Густав Диссль, Эрнст Петерсен и лётный ас Первой мировой войны Эрнст Удет. Фильм, написанный Арнольдом Фанком и Ладислаусом Вайдом, рассказывает о мужчине, который потерял свою жену во время схода лавины во время восхождения на гору Пиц Палю и следующие несколько лет проводит в одиночестве в поисках её тела. Четыре года спустя он встречает молодую пару, которая соглашается сопровождать его в следующем восхождении. «Белый ад Пиц Палю» был снят на натуре в горах Бернина в Граубюндене, Швейцария. В театральном выпуске 1929 года главную роль сыграл Курт Геррон, еврей, в роли гостя ночного клуба. Фильм был отредактирован, чтобы удалить сцены с участием Геррона, и в 1935 году он был переиздан как 90-минутный звуковой фильм на немецком языке. Позже он был переделан в 1950 году.
Фильм считается самым успешным фильмом Фанка и лучшей актёрской игрой Рифеншталь. Он также стал вторым по величине кассовым хитом года в Германии.

## Сюжет

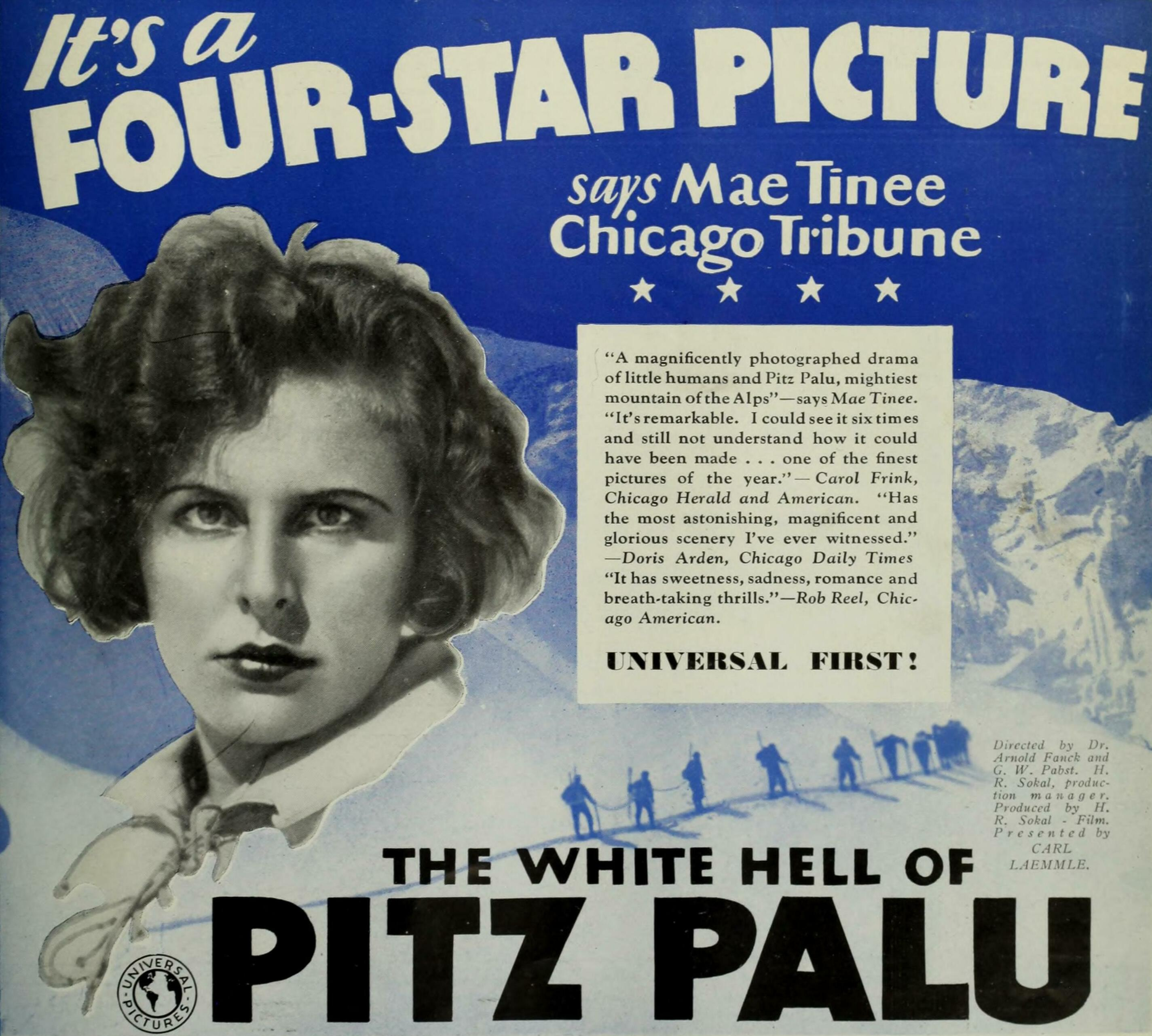
Рекламный постер фильма в The Film Daily, 1930 год

Доктор Йоханнес Краффт (Густав Диссль) и его невеста Мария проводят свой медовый месяц, занимаясь альпинизмом в Бернинских Альпах на юго-востоке Швейцарии. Поднимаясь по северному склону Пиц Палю при сильном ветре фён, гид влюблённой пары Кристиан (Кристиан Клюкер) предупреждает Краффта не быть дерзким в этой опасной среде, но доктор отклоняет предупреждение. Как раз в этот момент на пару обрушивается мощная лавина, страховочная верёвка обрывается, и Марию уносит в глубокую расщелину ледника Пиц Палю. Несмотря на первые крики своей жены о помощи, Краффт не может добраться до неё в её ледяной могиле. Следующие годы Краффт проводит, бродя по горам в одиночестве, как призрак, в поисках тела своей потерянной невесты.
Четыре года спустя молодая пара — Мария Майони (Лени Рифеншталь) и её жених Ханс Брандт (Эрнст Петерсен) — прибывают на Диаволецца-Хютте (2977 м), готовясь к восхождению на Пиц Палю. Недавно помолвленная и очень влюблённая пара поселяется в своей отдалённой горной хижине. Их друг Удет, пилотирующий биплан, использует небольшой парашют, чтобы доставить паре бутылку шампанского. Просматривая журнал Диаволецца-Хютте, Мария замечает запись от 6 октября 1925 года, написанную доктором Йоханнесом Краффтом. В записи отмечается, что Мария Краффт погибла в результате несчастного случая на леднике Пиц Палю. Как раз в этот момент Краффт прибывает в горную хижину во время одной из своих одиноких экскурсий. Мария предлагает одинокому мужчине чай, и вскоре все трое знакомятся.
Приезжает местный гид Кристиан и упоминает, что на следующий день прибудет группа студентов из Цюриха, чтобы подняться на северную стену. Встревоженный этой новостью, Краффт снова готовится отправиться в путь самостоятельно. После того, как Кристиан рассказывает Марии, что Краффт дважды пытался подняться на северную стену и потерпел неудачу, потому что был один, она спрашивает Ханса, должны ли они позволить ему подняться одному. На следующее утро, когда Краффт собирается уходить, подходит Ханс и предлагает сопровождать доктора, который соглашается. Позже, когда Мария обнаруживает, что Ханс уехал с Краффтом на северную стену, она катается на лыжах вслед за мужчинами, догоняет их и настаивает, чтобы они взяли её с собой. Несмотря на воспоминание об ужасной участи своей жены на горе, Краффт неохотно соглашается. Вместе они отправились по нетронутому снегу к северному склону Пиц Палю.
Когда они поднимаются на ледяную гору, слегка ревнивый Ханс (все трое невинно делили постель прошлой ночью) настаивает на том, чтобы взять инициативу в свои руки. Во время прохождения сложного участка его сметает лавина. Краффт спускается вниз и спасает раненого Ханса, перенося его на ненадёжный выступ рядом с лавинным укрытием. Мария перевязывает повреждённый скальп Ханса, и все трое обдумывают своё затруднительное положение — они оказались в ловушке на узком выступе без возможности спастись. Более того, спасая Ханса, доктор Краффт сломал ему одну ногу, на которую затем наложил шину. Несмотря на отчаянные призывы Краффта о помощи, поблизости никого не было, кто мог бы их спасти. Они находят небольшую ледяную пещеру, которая обеспечивает некоторое укрытие на ночь для Марии и Ханса, в то время как Краффт стоит снаружи со своим фонарём, сигнализируя о помощи, используя свой ледоруб в качестве костыля.
Тем временем Кристиан возвращается в хижину и обнаруживает запись в журнале Ханса. Обеспокоенный их безопасностью во время надвигающегося шторма, горный гид отправляется за ними, но вскоре возвращается из-за снежной бури. Он возвращается в долину и обращается за помощью к своим односельчанам. Вскоре спасательная команда поднимается на гору со смоляными факелами и носилками. Они пробираются сквозь ночь, освещённые волшебным светом факелов. На следующий день они достигают вершины и пытаются спуститься по верёвке к застрявшей группе, но безуспешно. Позже той же ночью все трое едва могут пережить леденящий холод и ветер. Охваченный лихорадкой, Ханс пытается прыгнуть навстречу своей смерти. Когда Краффт пытается помешать ему, Ханс пытается убить доктора, который уступает ему по силе, имея только одну рабочую ногу. Краффт спасён, когда Мария связывает своего сумасшедшего жениха.
На следующее утро, узнав о застрявшей группе, авиатор Эрнст Удет вылетает на своём самолёте на поиски Краффта, Марии и Ханса. Когда он находит их, он предпринимает несколько безуспешных попыток сбросить на парашютах припасы. Перед отъездом он успевает показать Кристиану их точное местоположение на горе. Однако, не видя никакой помощи, Краффт снимает куртку и обёртывает ею Ханса, чтобы молодой человек не замёрз до смерти. Затем Краффт отползает на изолированный ледяной выступ в ожидании смерти.
Кристиан, наконец, спускается к ним и обнаруживает записку, оставленную ему Краффтом, в которой говорится, что он сделал всё возможное, чтобы спасти двух молодых людей. Он просит своего старого друга оставить его там, где он есть, — чтобы он всегда «хорошо дружил со льдом». Во время его попытки вернуть Марию и Ханса в безопасное место лавина чуть не убивает их. Позже они возвращаются в деревню, где Марию и Ханса лечат, натирая снегом их голую кожу. Когда Мария приходит в себя после травмы, она узнаёт, что Краффт погиб во льдах, на той же горе, которая когда-то забрала его жену.

## Актёрский состав
| - Густав Диссль в роли доктора Йоханнеса Краффта - Лени Рифеншталь в роли Марии Майони - Эрнст Петерсен в роли Ханса Брандта | - Эрнст Удет в роли Эрнста Удета, авиатора - Мицци Гетцель в роли Марии Краффт, жена доктора Йоханнеса Краффта | - Кристиан Клюкер в роли Кристиана, горного гида (Отто Спринг) - Курт Геррон в роли гостя ночного клуба |

## Производство

### Съёмки

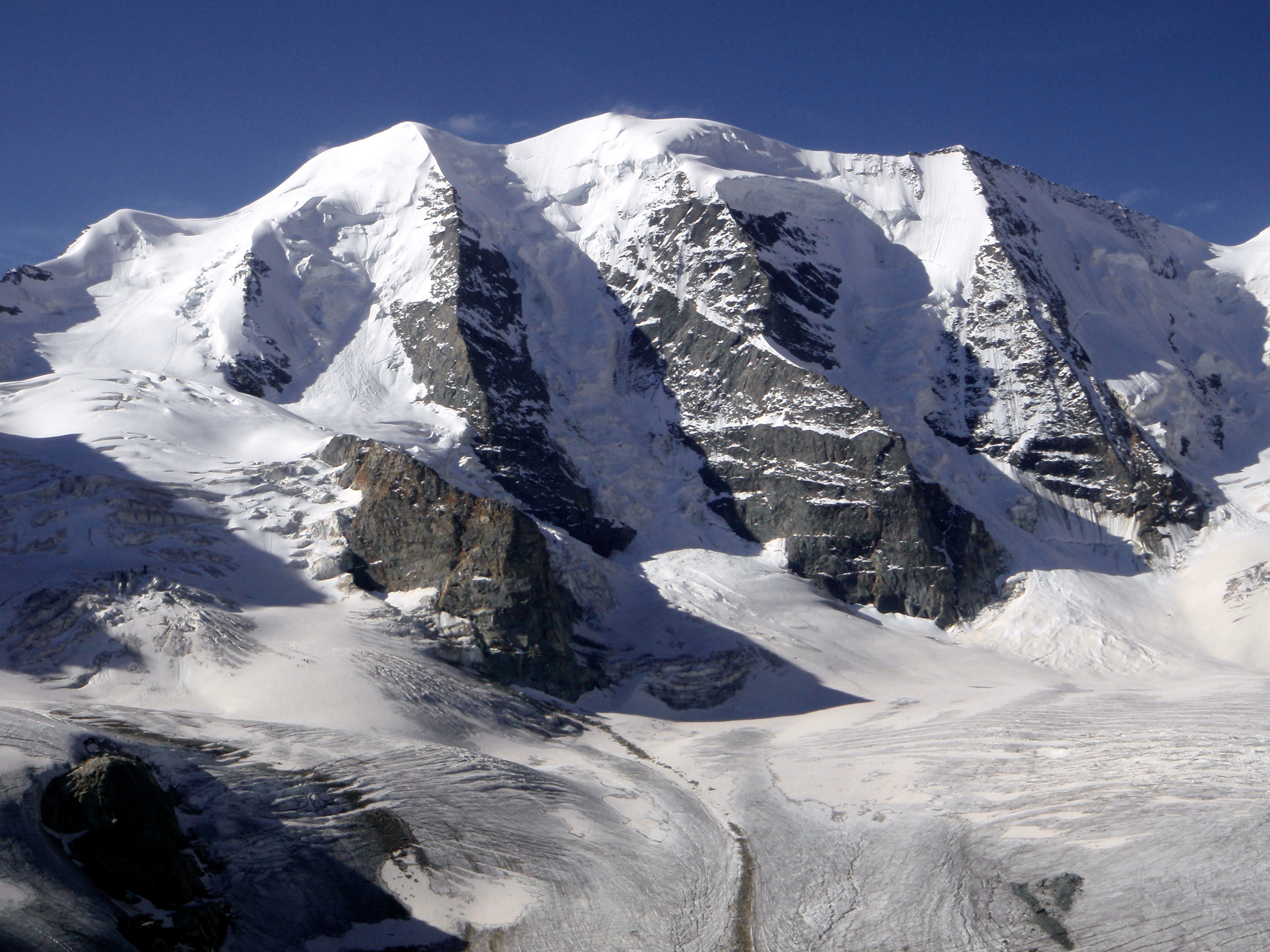
Пиц Палю, вид из Диаволецца

Фильм снимался с января по июнь 1929 года в заснеженных районах горного массива Бернина. Арнольд Фанк занимался съёмками гор снаружи, когда как Георг Вильгельм Пабст снимал интерьеры, а также консультировал самого Фанка по драматургии. Оформлением фильма занимался Эрно Мецнер. Снимки природы гор и ледников, метелей и лавин настолько хороши, что даже специалисты не сомневались в их подлинности. Фанк работал со своей надёжной командой операторов во главе с Зеппом Альгайером, Рихардом Ангстом и Хансом Шнеебергером, включая ведущую актрису Лени Рифеншталь, которая была одним из постоянных актрис Фанка в течение нескольких лет. Вместе с лётчиком Эрнстом Удетом он затем снял такие кинофильмы, как «Бури над Монбланом» (1930 г.) и «SOS Айсберг» (1933 г.).

### Выпуск и переиздание
Премьера «Белого ада Пиц Палю» состоялась 11 октября 1929 года в Вене. Впервые он был показан в Германии 1 ноября того же года в Штутгарте, а официальная немецкая премьера состоялась 15 ноября в Берлине. За первые четыре недели после премьеры фильм посмотрели более 100 000 человек в берлинском кинотеатре UFA-Palast, и он также имел и международный успех. Английская версия звукового фильма была сделана в 1930 году.
Компания Zweitausendeins выпустила фильм на DVD в 2013 году в серии «Der Deutsche Film» под номером 1/1929.
Фильм был укорочен в 1935 году (среди прочего были удалены сцены с уже эмигрировавшим еврейским актёром Куртом Герроном) и сделан в аудиоверсию с иллюстративной музыкой Джузеппе Бечче. Премьера этой новой версии состоялась 13 декабря 1935 года. Первоначальная версия 1929 года была утеряна до 1996 года. Отредактированная оригинальная версия коммерчески доступна с 1998 года. Он также включает ранее вырезанные сцены с Куртом Герроном, погибшим в концентрационном лагере Освенцим в 1944 году. Кроме того, в фильме была записана новая музыка композитором Эшли Ирвин и записанная немецким кинооркестром Бабельсберг, так как оригинальная музыка фильма Вилли Шмидта-Гентнера была утеряна.

## Отзывы критиков
«Белый ад Пиц Палю» был хорошо принят как критиками, так и с коммерческой точки зрения. Премьера фильма состоялась в Вене и Гамбурге и получила высокую оценку критиков. На открытии фильма в UFA-Palast 15 ноября 1929 года фильм стал вторым по кассовым сборам хитом года в Германии.
В своей рецензии для The New York Times Мордонт Холл похвалил фильм за «прекрасно сфотографированные эпизоды». Холл заключил: «несмотря на кажущуюся простоту, в нем ощущается быстрое скрытое напряжение и предвкушение, которое несёт человека сквозь лавины, вверх по крутому и угрожающему склону горы и, наконец, к кульминации спасения. Лени Рифеншталь убедительна в роли Марии, храброй девушки из группы, а Густав Диссль в роли доктора Краффта, похоже, играет роль разочарованного искателя».
В журнале Cinema сделали вывод, что: «сила картин всё ещё завораживает», заявив: «не только по тогдашним меркам рискованная съёмка дала сенсационные картины природы и сделала фильм международным успехом». Компания Kino.de рассказывала, что режиссёр Арнольд Фанк снял этот немой фильм в 1929 году, ещё до того, как Луис Тренкер последовал зову Маттерхорна, и «тем самым основал жанр горного фильма». Далее говорилось следующее: «гораздо более впечатляющими, чем довольно скудный сюжет, были неизменно увлекательные натурные кадры, которые получались настолько идеальными, что критики даже подозревали, что они были сняты в студии. Но нет — всё было по-настоящему!».
В ретроспективном обзоре американский кинокритик Полин Кейл прокомментировала: «пример умершего жанра, этот фильм о пропастях, лавинах и страданиях вызывает очень смешанные эмоции, но, как бы вы к нему ни относились, он визуально ошеломляет». Писатель и кинокритик Леонард Малтин присудил фильму три с половиной звезды из четырёх, высоко оценив кинематографию и режиссуру фильма.

## Интересные факты
- Постер фильма показан в фильме Квентина Тарантино 2009 года «Бесславные ублюдки», когда Шошанна (Мелани Лоран) снимает надпись на шатре со своего театра, а позже на фильм ссылается в сцене встречи в пабе британский десантник Арчи Хикокс, который ранее изучал немецкое кино 1920-х годов.
- Ремейк фильма был создан в 1950 году под названием «Фён», режиссёром которого выступил Рольф Ханзен, с Хансом Альберсом и Лизелоттой Пульвер в главных ролях.